# 朱子𡍌
內鄉懷靖王朱子𡍌（1435年—1463年），明朝周藩內鄉王府鎮國將軍，追封內鄉王，為內鄉恭莊王朱有焵的庶第二子。

## 生平
宣德十年（1435年）出生。正統十三年（1448年）五月，獲賜名子𡍌。六月，封鎮國將軍。
天順七年（1463年）七月，朱子𡍌去世，享年二十九歲。成化元年（1465年），朱子𡍌的庶長子朱同𨨣襲封內鄉王。成化四年（1468年），因朱同𨨣之請，朝廷追封朱子𡍌為內鄉王，賜諡懷靖，賜冊寶如例。

## 家庭

### 妻
- 蔡氏，初冊為鎮國將軍夫人，朱子𡍌死後以無子自剄[6]，諡貞烈，成化四年（1468年）追封內鄉王妃[5]

### 妾
- 盛氏，生朱同𨨣[7]

### 子
- 庶長子：內鄉溫穆王朱同𨨣